# Biserica romano-catolică din Giurgiu
Biserica Romano-Catolică din Giurgiu, cu hramul Vizita Fecioarei Maria, este un monument istoric și de arhitectură situat în strada Hristo Botev nr. 12.

## Istoria
Biserica Romano-Catolică din Giurgiu a fost construită între anii 1930-1933 cu sprijinul comunităților belgiene, italiene, franceze, germane, maghiare și austriece care au ajuns ca să lucreze în portul Giurgiului.
Inițial în anul 1875 arhiepiscopul Paolo Giuseppe Palma a înființat la Giurgiu parohia romano-catolică și l-a trimis ca paroh pe pr. Josif Miranda. S-a luat o casă cu chirie în care s-a instalat o capelă și locuința preotului. Tot în această casă era o școală. Dar parohia nu era bine închegată și de asemenea a izbucnit Războiul Ruso-Turc din 1877. Orașul a suferit mari pagube și mulți locuitori s-au refugiat în alte părți, inclusiv parohul. Credincioșii care au rămas erau deserviți în caz de nevoie și la zile de sărbătoare de un preot venit sau din Rusciuc, sau din București.

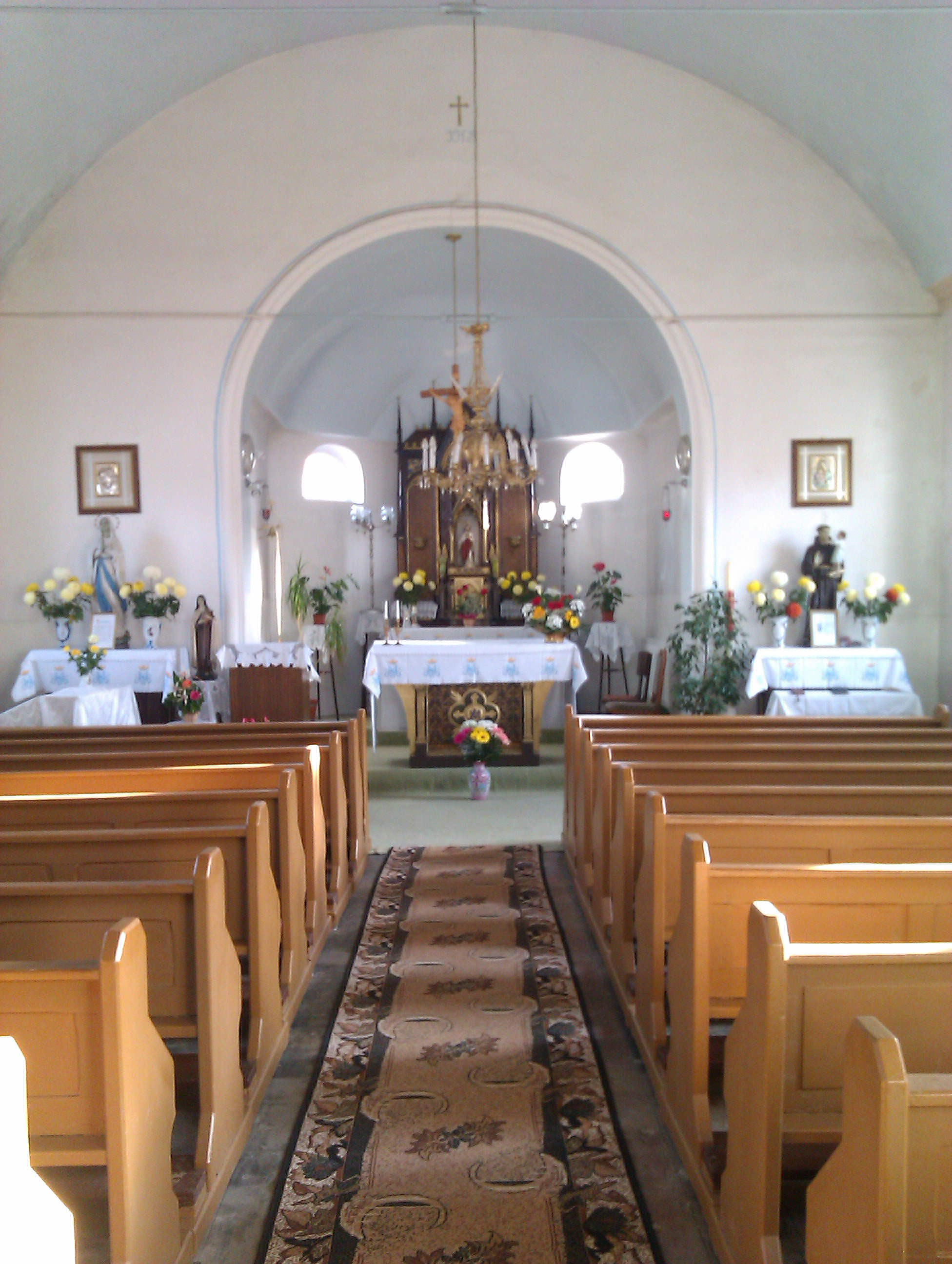
Biserica Romano-Catolică din Giurgiu, 2015

În anul 1880 doi membri din comitetul parohial au cumpărat un teren pe Strada Școalei (terenul de azi), unde se va construi în anul 1886 o clădire pentru capelă, școală și casa parohială. Totodată, se obține de la Ministerul Cultelor permisiunea ca în Giurgiu să se facă biserica catolică. Credincioșii împreună cu parohul pr. Anton Hrusa aleg un comitet de construcție, care strânge fondurile necesare pentru clădirea proiectată. Se zidește o casă cu o sală mare (9 m x 5 m) pentru capelă cu o mică sacristie, pentru școală și alte două odăi cu dependințe pentru locuința preotului. Capela are hramul în cinstea Sfintei Marie Imaculată. Parohia avea grija spirituală și pastorală a credincioșilor catolici din oraș și din satul Petroșani de pe lângă Dunăre, Zimnicea, Oltenița, Călărași și Alexandria. Apoi s-au adăugat mai multe încăperi la această clădire. În anul 1905 Societatea Sfântul Ladislau⁠(hu)[traduceți] a construit o școală catolică maghiară, care este casa parohială actuală.
Biserica actuală a început să se construiască în anul 1930, după ce a fost demolată clădirea cu capela și casa parohială inițială. La 11 mai 1933 arhiepiscopul Alexandru Theodor Cisar a sfințit noul lăcaș de cult. Stilul construcției este neoromanic. Biserica are 3 corpuri: un atriu, o navă centrală cu un turn pătrat și un prezbiteriu pentagonal. Altarul și retablul sunt din lemn. 
Hramul parohiei este celebrat în ziua de 31 mai, sărbătoarea Vizitei Sfintei Fecioare Maria la Elizabeta.
Printre alți preoți a slujit la Biserica Romano-Catolică din Giurgiu Fer. Anton Durcovici. La ora actuală parohul este pr. Marius Antăluțe.

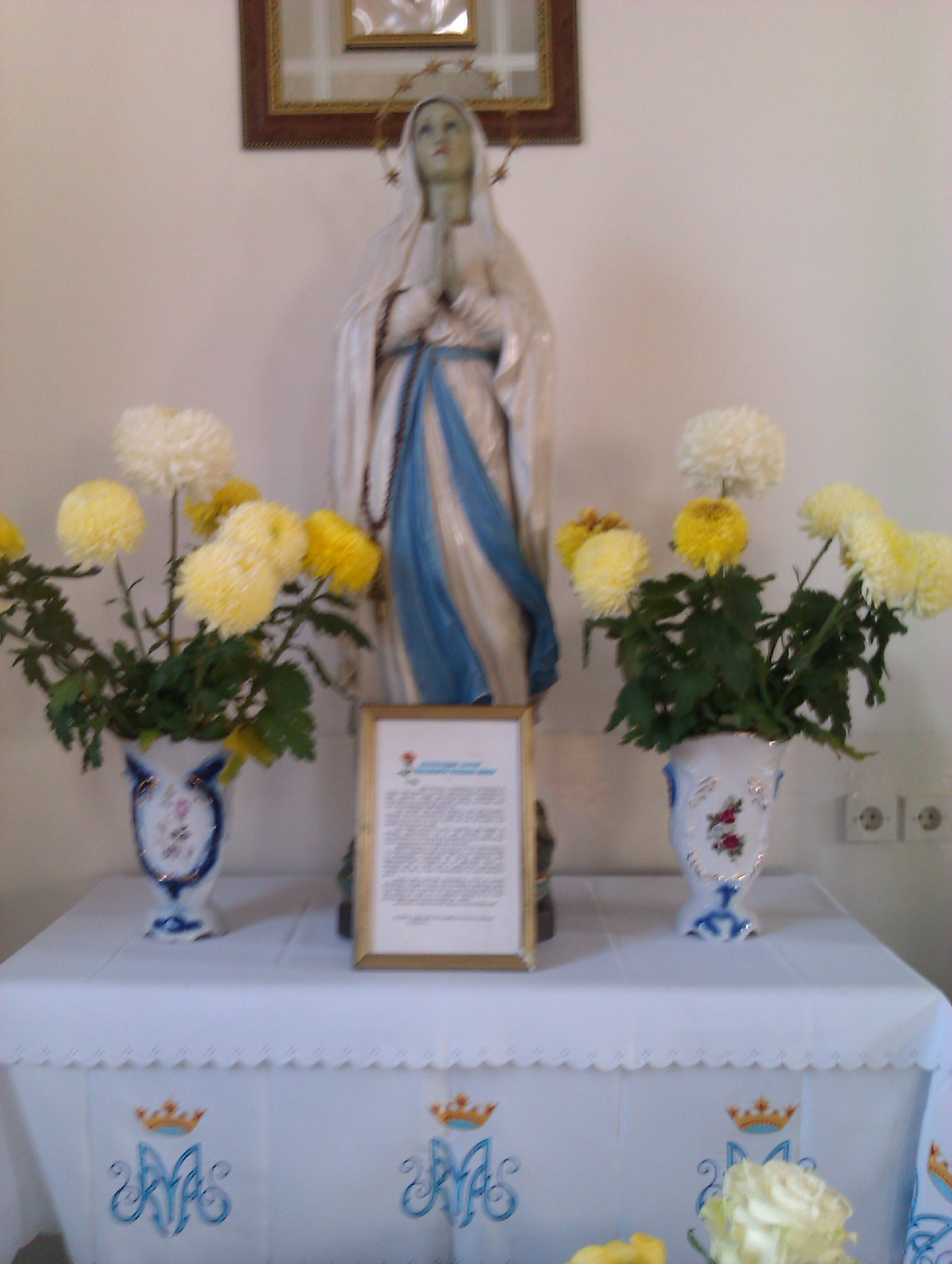
Statuia Maicii Domnului

## Galerie

Biserica romano-catolica Giurgiu
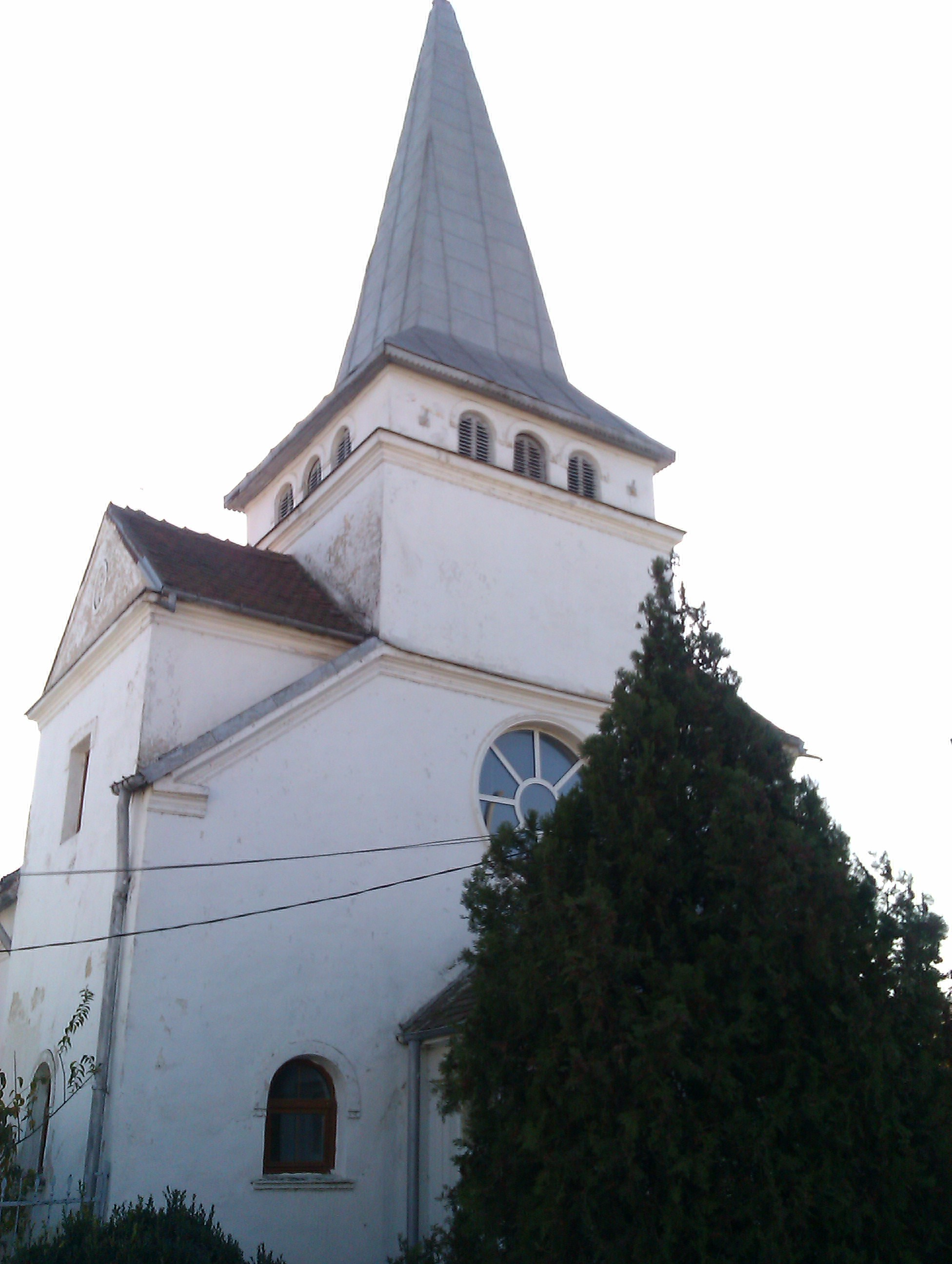
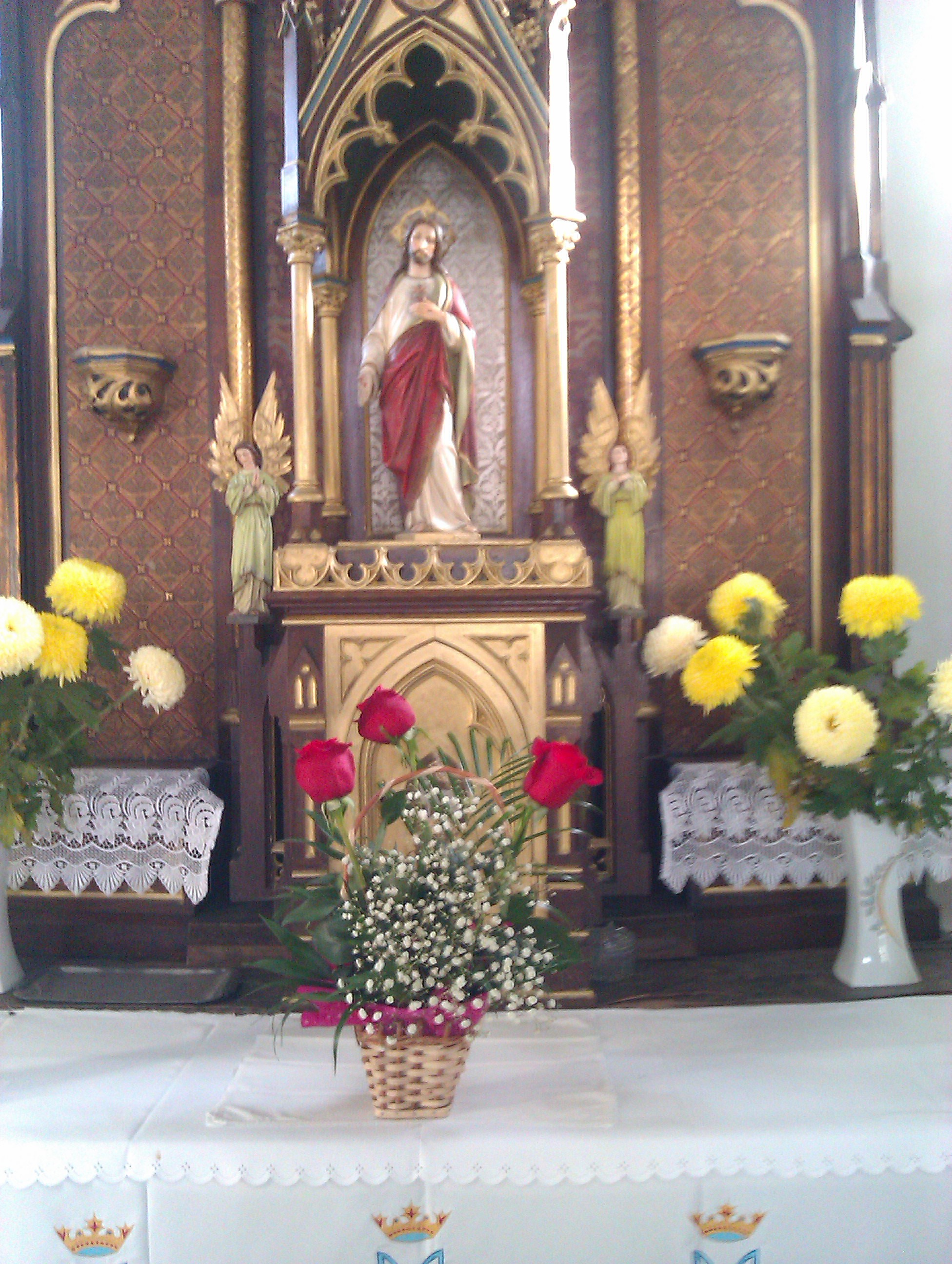
Altarul bisericii:Isus Mantuitorul
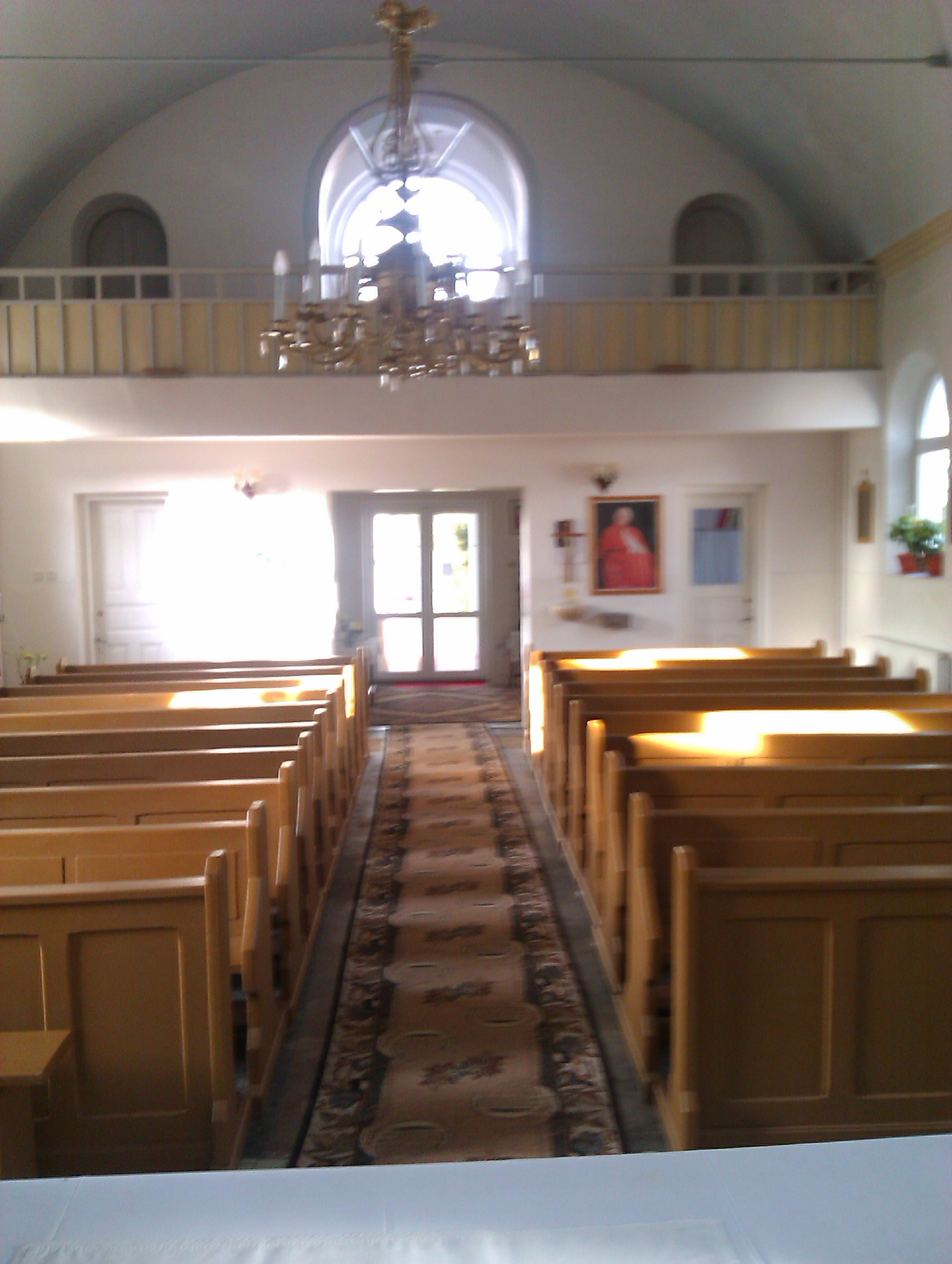
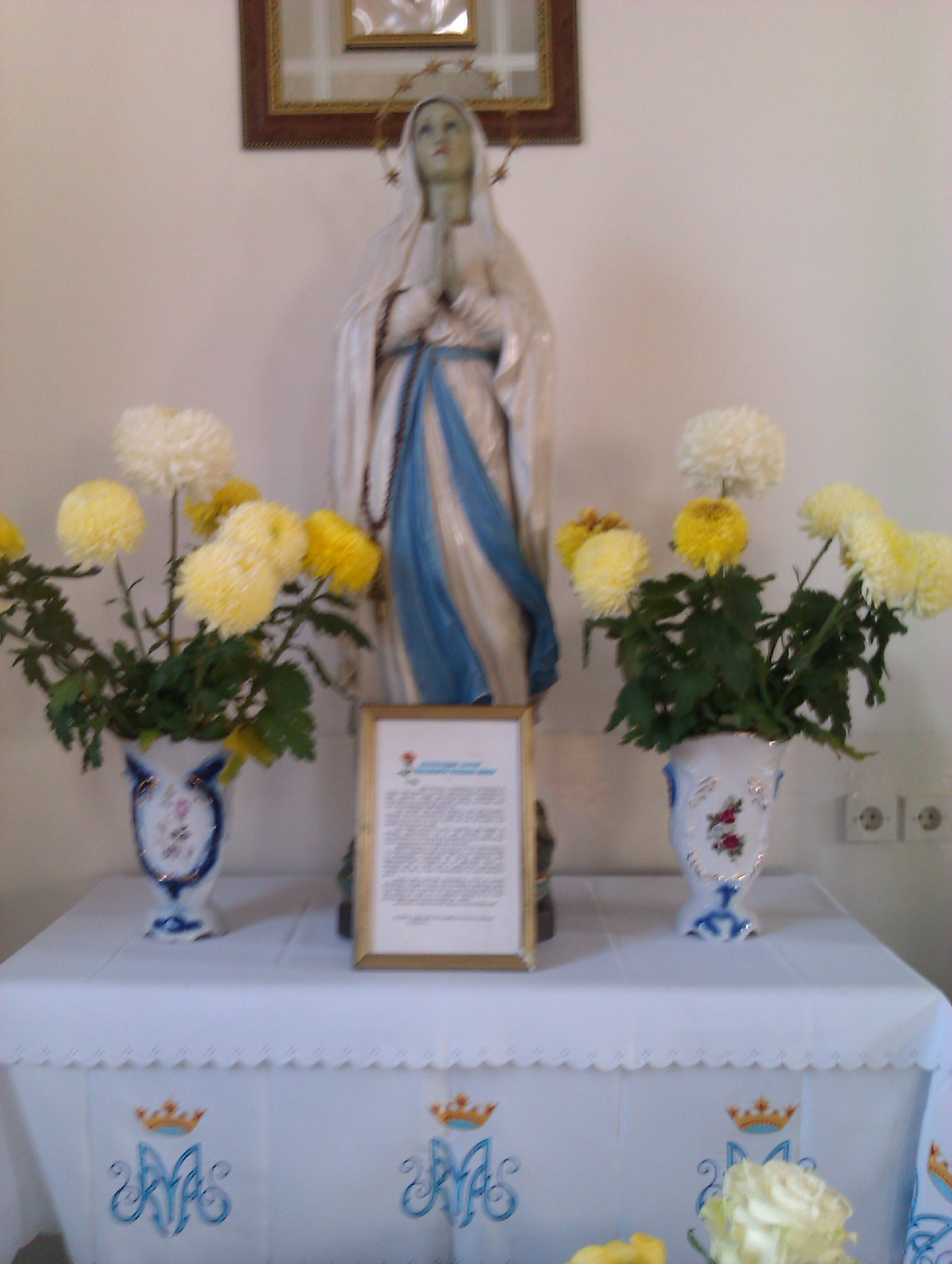
Statuia Maicii Domnului,Maria
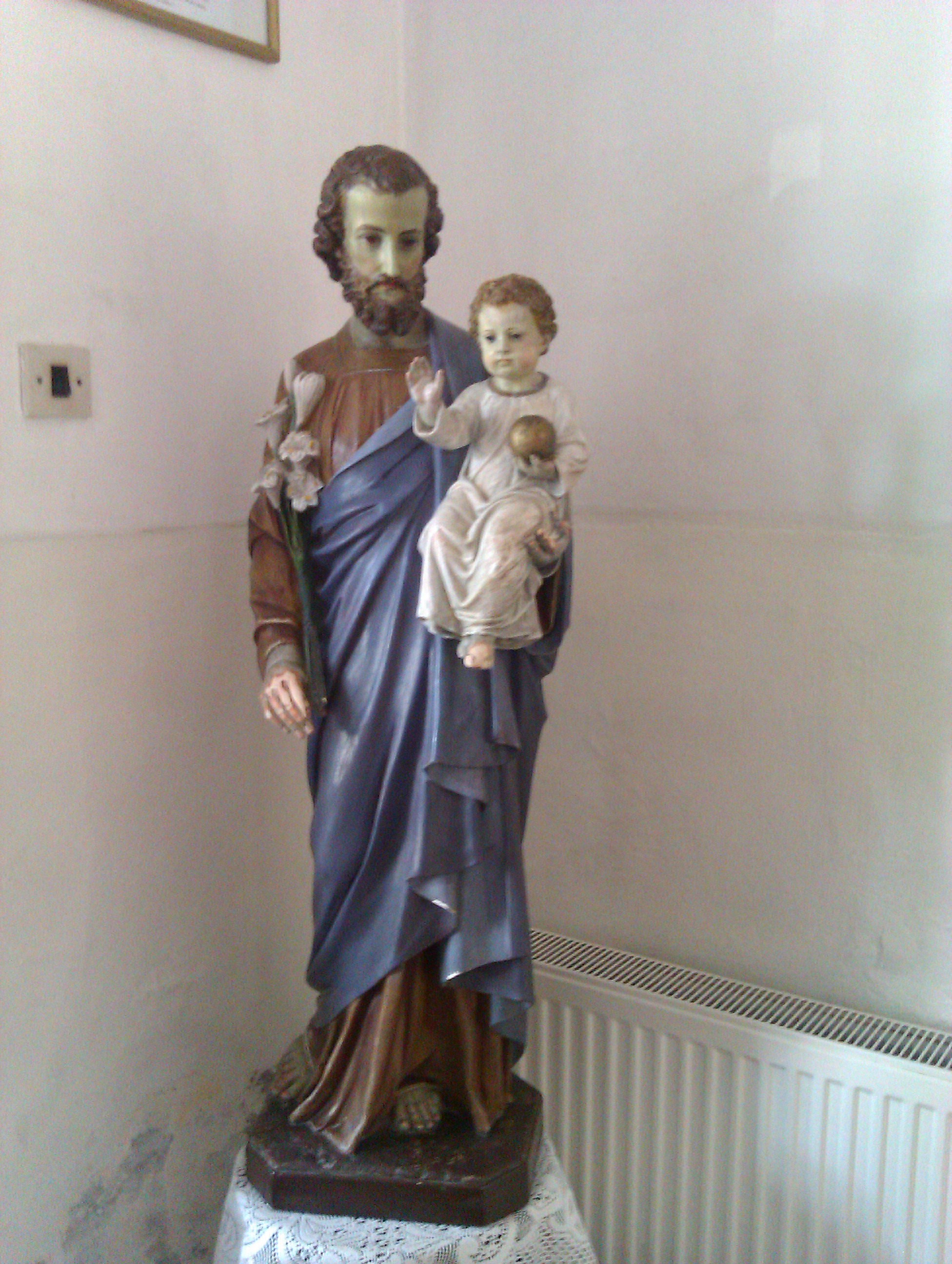
Statuia Sfantului Iosif,purtatorul de grija al Pruncului Isus
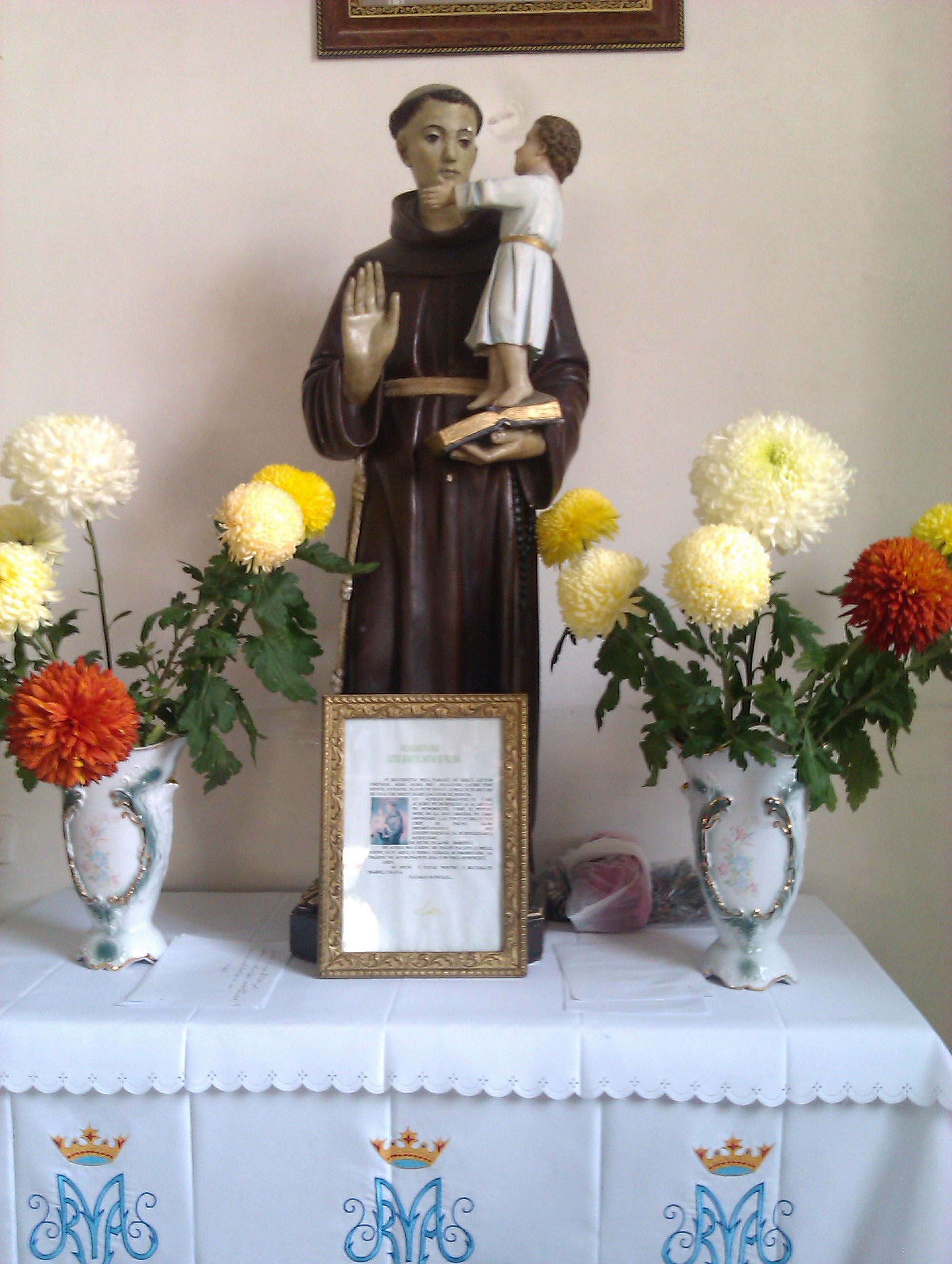
Statuia Sfantului Anton de Padova,facatorul de minuni